# Ludlow Falls
Ludlow Falls és una població dels Estats Units a l'estat d'Ohio. Segons el cens del 2000 tenia 210 habitants.

## Demografia
Segons el cens del 2000, Ludlow Falls tenia 210 habitants, 81 habitatges, i 60 famílies. La densitat de població era de 450,5 habitants per km².
Dels 81 habitatges en un 37% hi vivien nens de menys de 18 anys, en un 49,4% hi vivien parelles casades, en un 14,8% dones solteres, i en un 25,9% no eren unitats familiars. En el 22,2% dels habitatges hi vivien persones soles el 6,2% de les quals corresponia a persones de 65 anys o més que vivien soles. El nombre mitjà de persones vivint en cada habitatge era de 2,59 i el nombre mitjà de persones que vivien en cada família era de 2,97.
Per edats la població es repartia de la següent manera: un 29% tenia menys de 18 anys, un 7,6% entre 18 i 24, un 33,8% entre 25 i 44, un 21,9% de 45 a 60 i un 7,6% 65 anys o més.
L'edat mediana era de 35 anys. Per cada 100 dones de 18 o més anys hi havia 109,9 homes.
La renda mediana per habitatge era de 39.375 $ i la renda mediana per família de 43.500 $. Els homes tenien una renda mediana de 32.250 $ mentre que les dones 21.071 $. La renda per capita de la població era de 16.383 $. Aproximadament el 6,9% de les famílies i el 6,9% de la població estaven per davall del llindar de pobresa.

## Poblacions properes
El següent diagrama mostra les poblacions més properes.